# Gaston Leroux
Gaston Louis Alfred Leroux (Paris, 6 de maio de 1868 – Nice, 15 de abril de 1927) foi um escritor e jornalista francês.
No mundo anglófono, é conhecido por seu livro O fantasma da ópera (1909) (Le Fantôme de l'Opéra), adaptado diversas vezes para o cinema, televisão e teatro. As adaptações mais notáveis são O Fantasma da Ópera, de 1925, estrelando Lon Chaney e o musical O Fantasma da Ópera, de 1986, de Andrew Lloyd Webber.

## Biografia
Gaston nasceu em 1868, em Paris. Era filho de Julien e Marie Alphonsine, que estavam voltando para sua residência oficial, na Normandia, vindos de Le Mans, quando o trabalho de parto começou. Seus avós eram donos de uma companhia naval em uma pequena vila costeira chamada St. Valery-en-Caux, na Normandia. Gaston aprendeu desde muito jovem a velejar e a pescar.
Gaston estudou em Caen, onde aprendeu poesia, começou a escrever contos e a estudar os trabalhos de Victor Hugo e Alexandre Dumas. Ainda jovem se mudou para Paris para estudar direito, formando-se advogado em 1889. Herdando milhões de francos após a morte do pai, ele quase foi à falência depois de gastar boa parte dela em festas e vivendo no luxo.
Em 1890, desistindo do direito, ele começou a trabalhar como jornalista nos tribunais e como crítico de teatro para o L'Écho de Paris. Seu trabalho como jornalista começou a ganhar notoriedade quando se tornou correspondente internacional para o jornal suíço com sede em Paris Le Matin, periódico para o qual ele cobriu a Revolução Russa de 1905. Também escrevia guias de viagem e artigos sobre escrita para o mesmo periódico.
Em 1896, ele escreveu sobre a morte de um patrono das artes na Ópera de Paris quando um dos contrapesos dos candelabros caiu sobre ele, evento que pode ter servido de inspiração para seu famoso livro. Em 1899, ele se casou com Marie Lefranc, mas não durou. Enquanto estava na Suíça, em 1902, conheceu Jeanne Cayatte, uma viúva mãe de duas crianças e se casou com ela em 1917.
Como jornalista da corte, ele esteve presente em julgamentos, onde entrevistou prisioneiros e testemunhou execuções na guilhotina, mas também viajou o mundo para lugares na África e na Ásia, estando presente em eventos marcantes. Em suas horas vagas, ele trabalhava em seus livros e peças de teatro, como Seeking of the Morning's Treasures (1903), um romance no estilo "crimes de quarto fechado", que tem como protagonista o repórter Joseph Rouletabille. Sete outros livros dessa série foram escritos, como The Perfume of the Lady in Black (1909) e The Secret of the Night (1914).
Em 1907, Gaston largou o jornalismo para se dedicar exclusivamente à escrita. Em 1919, junto de Arthur Bernède, Gaston fundou sua própria companhia de cinema, a Société des Cinéromans, que produziu alguns dos livros escritos por Gaston. As contribuições de Gaston para a literatura investigativa são equiparadas às de Arthur Conan Doyle, no Reino Unido e de Edgar Allan Poe, nos Estados Unidos.

## Produção literária
As suas obras eram basicamente livros de mistério influenciadas por Edgar Allan Poe e Arthur Conan Doyle. Além destes, outros autores que influenciaram Leroux foram: Stendhal, Alexandre Dumas e Vitor Hugo. Desde sempre cativou o interesse por escrever, e em 1903 lançou seu primeiro livro: "A busca dos tesouros da manhã". O seu segundo livro foi "O mistério do quarto amarelo", escrito em 1907, e o seu sucesso fez com que tomasse a decisão de largar o jornalismo para se dedicar exclusivamente à carreira literária. A sua prática como repórter permitiu-lhe imprimir um ar realista nas histórias, não apenas pela utilização de fatos reais, mas também por se valer de "depoimentos" e "entrevistas" das personagens do livro.
Outro livro foi "A poltrona assombrada", onde Leroux ataca os membros da Academia Francesa retratando-os como analfabetos que obtinham sucesso e uma cadeira de imortal. Após a morte de um académico cada candidacto à vaga morria de modo aparentemente natural, mas depois revela que as mortes são causadas em prol de um cientista "maligno".
Em 1908 o escritor muda-se para Nice. Aí começou seu acervo, entre outubro desse ano a julho de 1911, escreveu cinco romances. Entre eles destacou-se "A Rainha do Sabá", de terror. Um facto curioso é que ele começou a disparar tiros da sua varanda cada vez que terminava um livro, portanto conclui-se que foram muitos tiros.
Foi o a obra O Fantasma da Ópera que o tornou imortal, tendo sido publicada em 1911. Curiosamente, nas primeiras semanas foi ignorada pelo público. A obra foi escrita depois de Leroux ter visitado a Ópera de Paris e ter conhecido o seu lago subterrâneo, que realmente existe, e quase se perder no labirinto de portas e escadas que é esse teatro.
Pouco a pouco o livro conquistou o público, tornando-se um grande sucesso. Posteriormente Leroux tanto aprovou como colaborou na elaboração de uma versão cinematográfica do livro, feita pela Universal Pictures em 1925. Muitas outras versões foram feitas depois, mas nenhuma delas foi fiel à história de Leroux.

## Morte
Gaston Leroux morreu em Nice, em 15 de abril de 1927, aos 58 anos, após um procedimento cirúrgico devido a uma uremia. Ele foi sepultado no Cimetière du Château, em Nice. Sua esposa, Jeanne, morreu em 1962 e foi sepultado ao seu lado no mesmo jazigo.

## Publicações

### Romances
As aventuras de Rouletabille

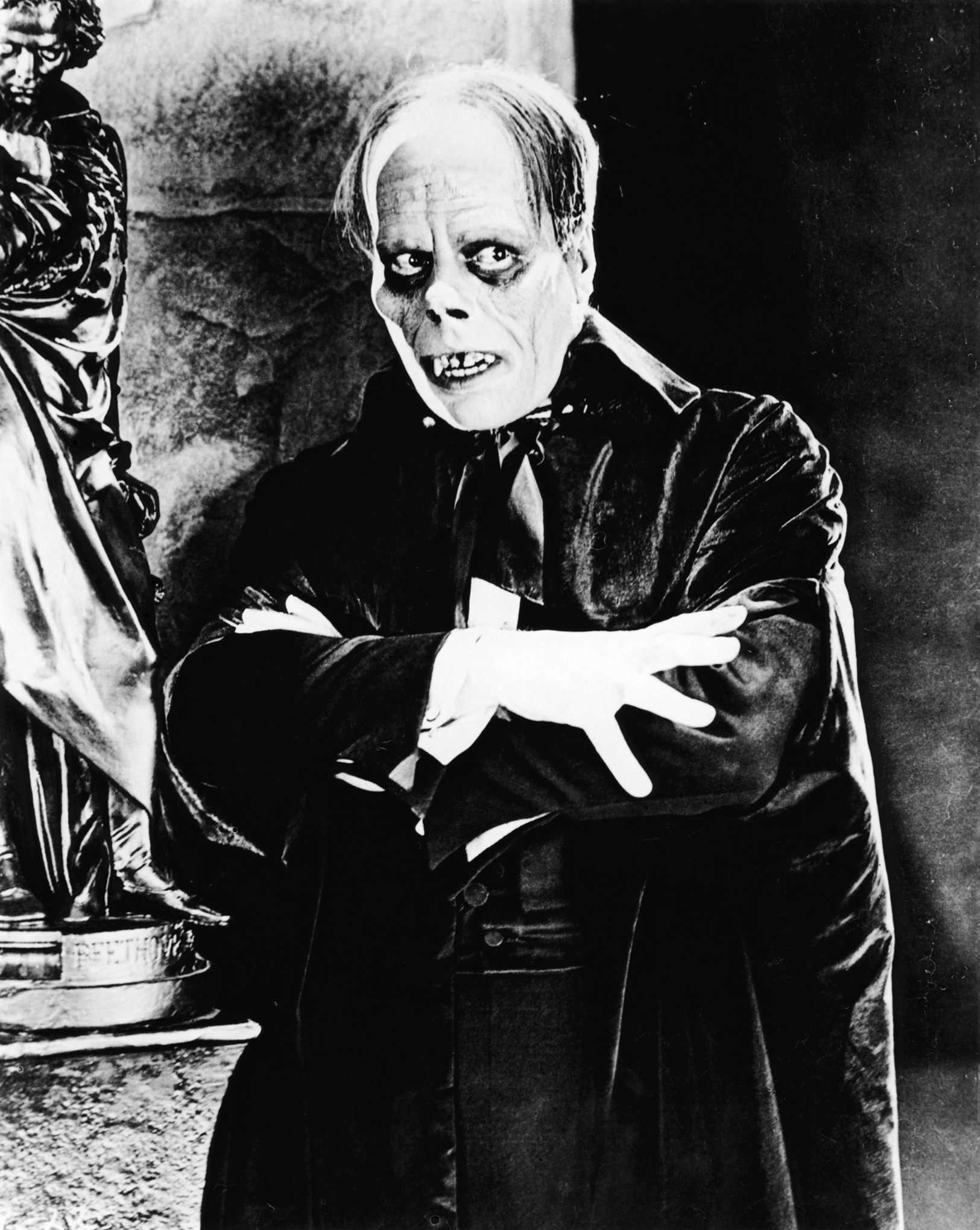
Lon Chaney em O Fantasma da Ópera (1925)

- 1907 - Le mystère de la chambre jaune (O mistério da sala amarela)
- 1908 - Le parfum de la dame en noir (O perfume da dama de preto)
- 1913 - Rouletabille chez le Tsar (O segredo da noite)
- 1914 - Rouletabille à la guerre (Rouletabille na guerra) contendo as histórias
  - Le château noir (O Castelo Negro)
  - Les étranges noces de Rouletabille (O Estranho Casamento de Rouletabille;)
- 1917 - Rouletabille chez Krupp (Rouletabille no Krupp)
- 1921 - Le crime de Rouletabille (O Crime de Rouletabille)
- 1922 - Rouletabille chez les Bohémiens (Rouletabille e os Ciganos)

Chéri Bibi
- 1913 - Première Aventures de Chéri-Bibi (As primeiras aventuras de Chéri-Bibi)
- 1916 - Chéri-Bibi et Cécily (Chéri-Bibi na Sicília)
- Nouvelles Aventures de Chéri-Bibi (As novas aventuras de Chéri-Bibi)
- Le Coup d'État de Chéri-Bibi (O golpe de estado de Chéri-Bibi')

### Outros livros

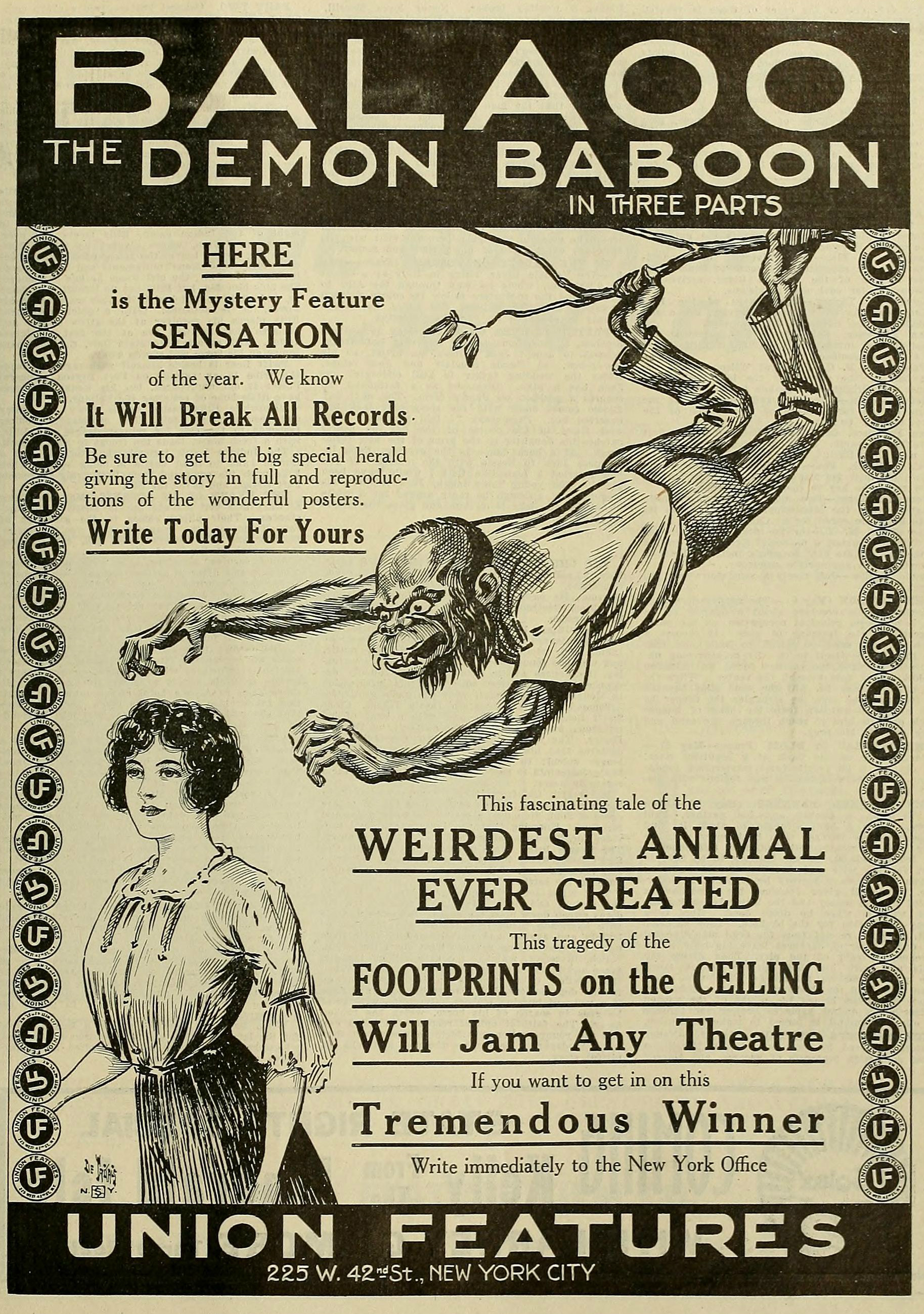
Pôster da adaptação de Balaoo, em 1913

- La double vie de Théophraste Longuet (A Vida Dupla de Théophraste Longuet 1903)
- Le roi mystère (O rei misterioso, 1908)
- Le fauteuil hanté (A poltrona assombrada 1909)
- Un homme dans la nuit (Um homem na noite 1910)
- La reine de Sabbat (O reino de Sabá 1910)
- Le fantôme de l'Opéra (O Fantasma da Ópera 1910)
- Balaoo (1911)
- L' épouse du soleil (A noiva do Sol 1912)
- La colonne infernale (A coluna infernal 1916)
- Confitou (1916)
- L' homme qui revient de loin (O homem que vem de longe 1916)
- Le capitaine Hyx (Capitão Hyx 1917)
- La bataille invisible (A batalha invisível 1917)
- Tue-la-mort (O Homem Mascarado 1920)
- Le coeur cambriolé (O coração partido 1920)
- Le sept de trèfle (Os Sete de Paus 1921)
- La poupée sanglante (A boneca maldita 1923)

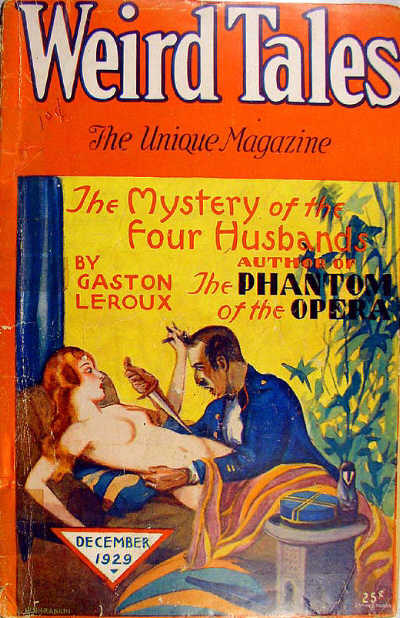
"Not'olympe" foi traduzido para o inglês como "The Mystery of the Four Husbands" e publicado em dezembro de 1929, na revista Weird Tales.

- La machine à assassiner (A máquina assassina 1923)
- Les ténébreuses: La fin d'un monde & du sang sur la Néva (1924)
- Hardis-Gras ou le fils des trois pères (Hardis-Gras ou o filho dos três pais 1924)
- La Farouche Aventure (As aventuras de Coquette, serializada no "Le Journal" como La Coquette punie, 1924)
- La Mansarde en or (1925)
- Les Mohicans de Babel (Os Moicanos de Babel 1926)
- Mister Flow (1927)
- Les Chasseurs de danses (1927)
- Pouloulou (1990, póstumo)

### Contos
- 1887 - "Le petit marchand de pommes de terre frites"
- 1902 - "Les trois souhaits"
- 1907 - "Baïouchki baïou"
- 1908 - "L'homme qui a vu le diable"
- 1911 - "Le dîner des bustes"
- 1912 - "La hache d'or"
- 1924 - "Le Noël du petit Vincent-Vincent"
- 1924 - "La femme au collier de velours"
- 1924 - "Not'olympe"
- 1925 - "L'Auberge épouvantable"

### Peças
- 1908 - Le Lys (co-author: Pierre Wolff)
- 1913 - Alsace (co-author: Lucien Camille)